# Полномочный представитель РСФСР
Полномочный представитель (сокращенно «полпред») — единое наименование для дипломатических представителей страны, введённое в Советской России декретом Совета народных комиссаров РСФСР от 4 июня 1918 г. взамен отменённых дипломатических званий, существовавших в Российской империи. Для определения положения полномочных представителей в дипломатическом корпусе их ранг указывался в верительных грамотах в соответствии с Венским регламентом. Это же наименование затем применялось для дипломатических работников СССР, до 1941 года.

## Определение ранга по Венскому регламенту[1]
Впервые определение международных дипломатических рангов было установлено Венским конгрессом глав европейских государств, решавших судьбы континента после победы над Наполеоном. 19 марта 1815 г.  был принят регламент, дополненный 21 ноября 1818 г. Аахенским протоколом и просуществовавший до 1961 года, когда в Вене представители большинства государств мира — членов ООН согласовали Венскую конвенцию о дипломатических сношениях.  
Венский регламент установил дипломатические классы, соответствующие дипломатическим рангам: 
- посол (и приравненные к ним представители Ватикана — легаты и нунции);
- посланник;
- полномочный министр (интернунций Ватикана);
- министр-резидент;
- поверенный в делах.

Дипломатические представители первых трёх классов аккредитуются главой государства при главе государства, а поверенные в делах - министром иностранных дел при его коллеге в стране пребывания.
Первоначально ранг посла относился к представителям монархов, уполномоченным вести переговоры от их имени. В дальнейшем это различие между дипломатическими представителями разных рангов стало стираться и стало носить не юридический, а церемониальный характер. Таким образом,  дипломатические представители всех рангов по существу облечены одинаковыми полномочиями, выполняют тождественные функции и пользуются одинаковыми правовыми привилегиями в стране пребывания.
Отступление Советской России от общепринятой практики наименования дипломатических представителей, установленное декретом СНК от 4 июня 1918 года, было скорректировано последующим решением Советского правительства указывать ранг в верительных грамотах пояснительной записью: «полномочный представитель на правах чрезвычайного и полномочного посла».

## Дипломатические связи Советской России и СССР
Первым полпредом Советской России за рубежом стал М.М.Литвинов, направленный в Ревель после взаимного признания суверенитета Советской России и Эстонской Республики договором от 2 февраля 1920 года.
Затем череда договоров об установлении дипломатических отношений последовала в 1923-1924 годах, уже от имени СССР, однако с тем же наименованием дипломатических рангов. 
В 1933 году СССР установил дипломатические отношения с США. 
В 1940 году СССР имел дипломатические отношения с 33 странами, в Москве работали 23 иностранных дипломатических представительства, 24 советских посольства и миссии работали за рубежом.

## Отмена ранга полпреда
В соответствии с международной протокольной практикой было произведено рангирование советских дипломатов с подразделением персонала посольств на дипломатический, административно-технический и обслуживающий. 
Указ Президиума Верховного Совета СССР в мае 1941 года отменил прежнюю систему наименования рангов для глав советских дипломатических представительств за рубежом и установил ранги чрезвычайного и полномочного посла, чрезвычайного и полномочного посланника, постоянного поверенного в делах. 
14 июня 1943 года указом Президиума Верховного Совета СССР были установлены личные ранги для советских дипломатических работников за границей и в центральном аппарате: советник первого класса, советник второго класса, первый секретарь первого класса, первый секретарь второго класса, второй секретарь первого класса, второй секретарь второго класса, третий секретарь, атташе.